# Біла (притока Лугані)
Біла (Біла Лугань, Біла Луганка)  — річка в Україні, права притока річки Лугань. Басейн Сіверського Дінця. Довжина 88 км. Площа водозбірного басейну 755 км². Похил 3,1 м/км. Долина асиметрична, завширшки 3 км. Річище звивисте, шириною від 2 до 10 м, є перекати. Використовується на зрошення, технічні та побутові потреби, рекреація.
Бере початок на північно-західних схилах Донецької височини за с. Тімірязєве. Тече територією Перевальського, Лутугинського, Слов'яносербського районів Луганської області. Споруджене Ісаківське водосховище, є ставки.
Має низку невеликих приток: Чернушина, Уткіна, Довга.